# Bandeau

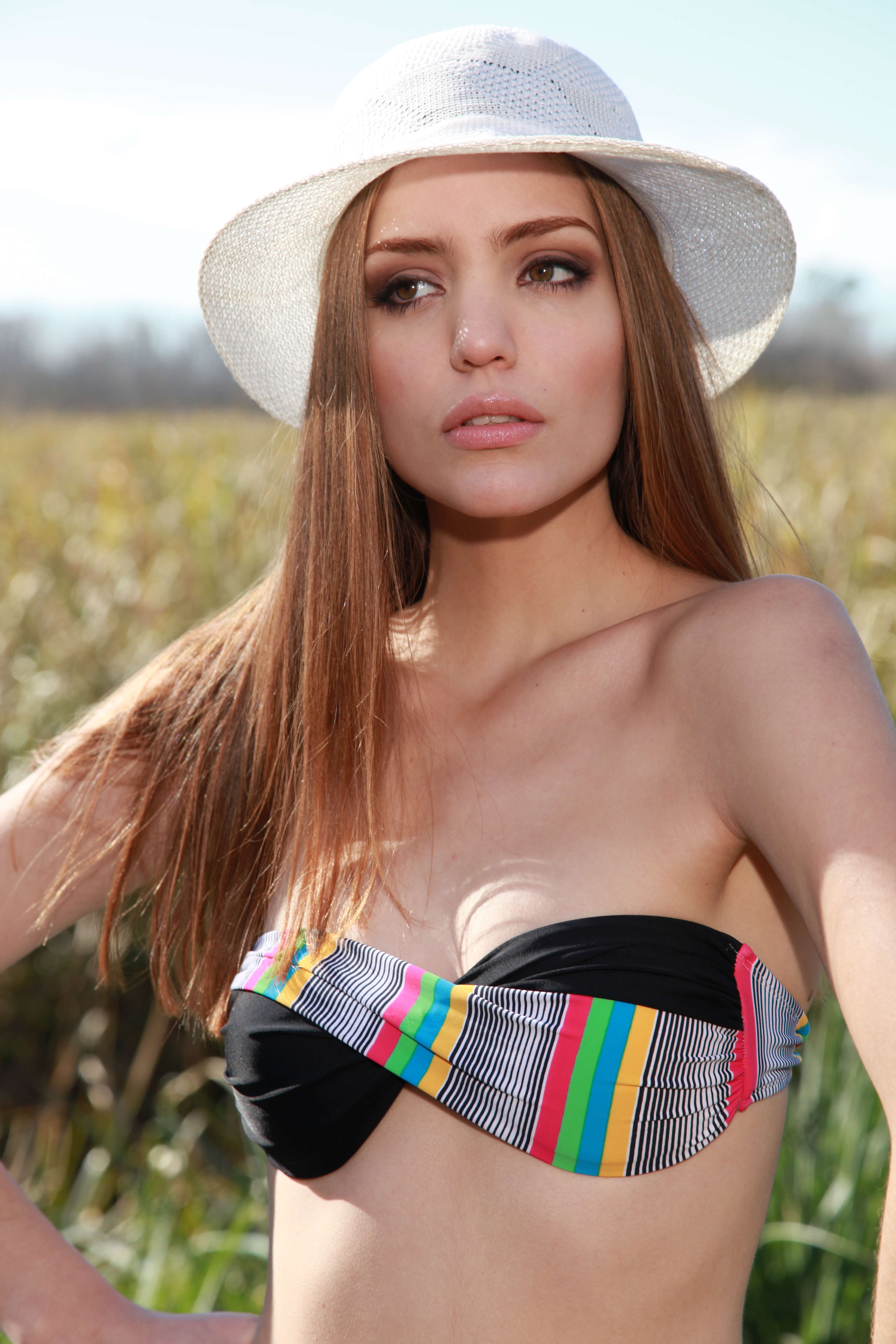
Vrouw met een gedraaide bandeaubikini zonder bandjes

Een bandeau (Frans voor 'band' of 'strook') is een kledingstuk bestaande uit een strook stof. In de vroege 20e eeuw sloeg de term voornamelijk op een soort haarband. Een tiara in de vorm van een lint wordt ook een bandeau genoemd. Tegenwoordig verstaat men onder de term een strapless beha of bikinibovenstuk, dus zonder schouderbandjes.

## Bandeaubikini
De bandeau als bovenstuk van de bikini kwam op in de jaren 40. Door de opkomst van de bikini met koordjes verloor de bandeau aan populariteit, tot ze in de jaren 80 opnieuw geïntroduceerd werd, vaak in rekbare stoffen zoals elasthaan (Spandex).
Moderne bandeaus zijn beha's of bikinibovenstukken zonder bandjes die rond de borsten van een vrouw gedragen worden. Meestal kunnen ze aan de achterkant vastgemaakt worden, tenzij de stof elastisch genoeg is om zonder sluiting op z'n plaats te blijven. Omdat ze weinig steun bieden, zijn ze vooral geschikt voor vrouwen met een kleine boezem. Populaire kenmerken van bandeaubikini's zijn een gedraaid bovenstuk, een V-vormige draad of een grote ring vooraan in het midden en flexibele steuntjes aan de zijkanten. Sommige bandeaus hebben wel (afneembare) bandjes.

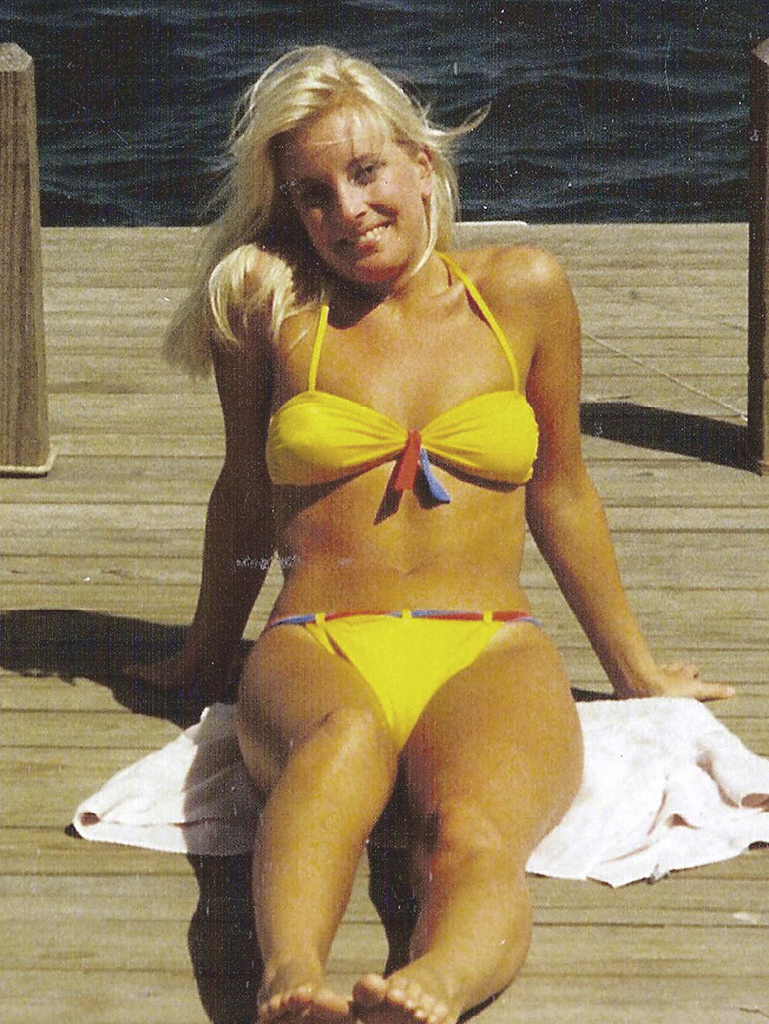
Bandeau die in het midden versmalt
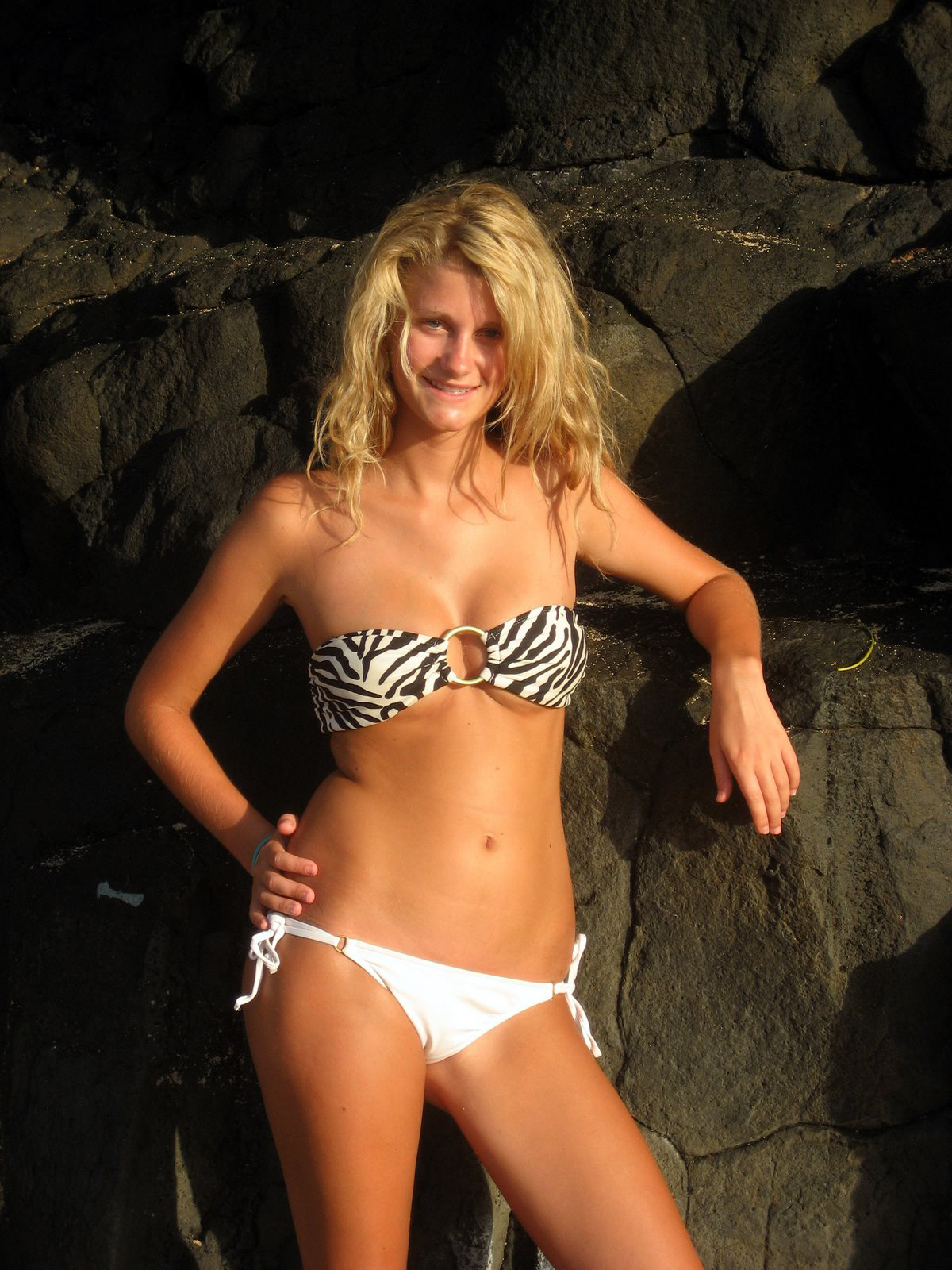
Band-aid bandeau
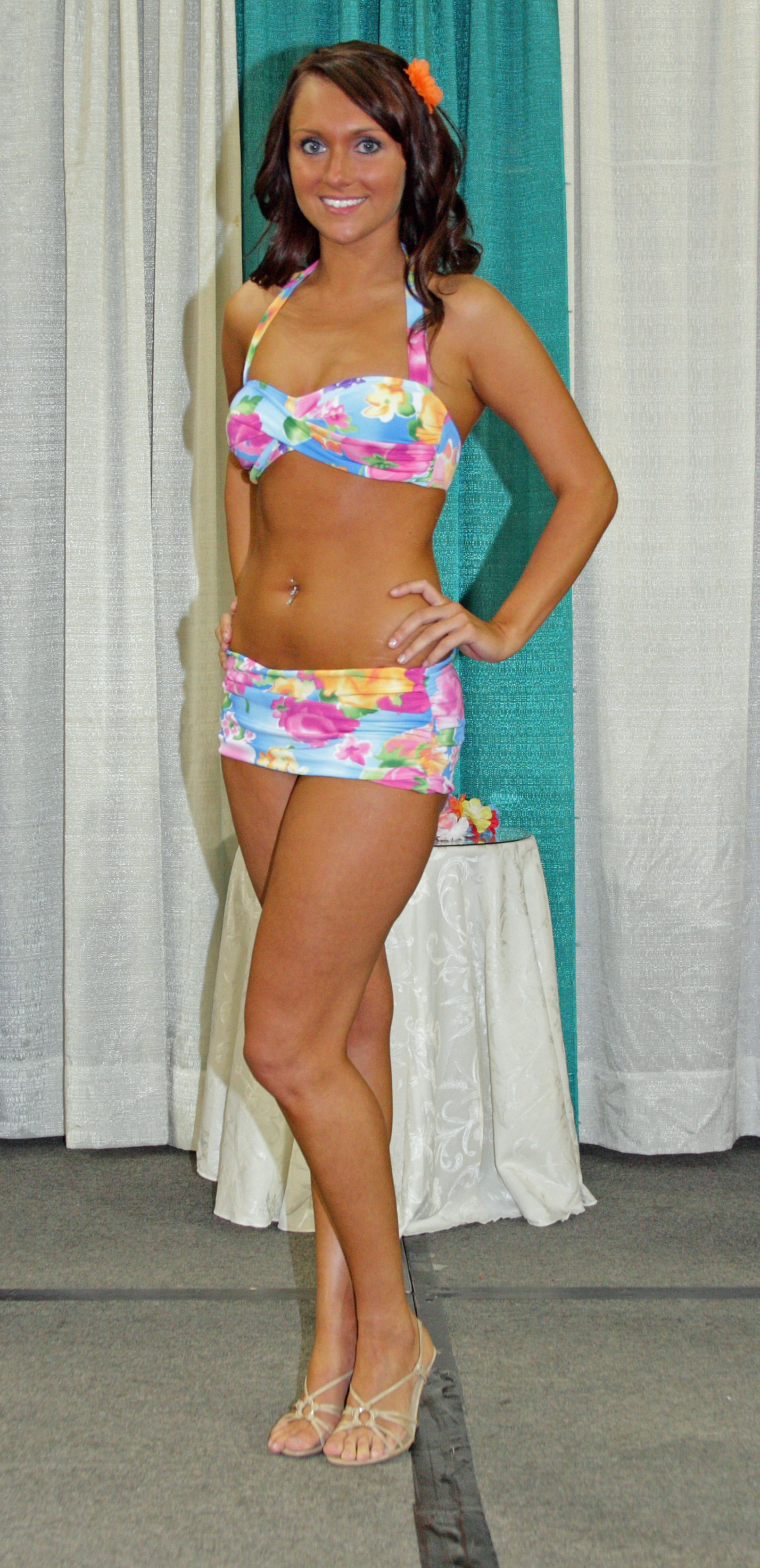
Bandeau met schouderbandjes en een passend rokje
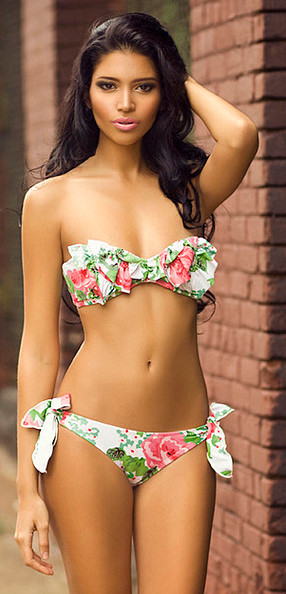
Bandeau met beugel